# 吉井仁実
吉井 仁実（よしい ひろみ、1967年 - ）は、日本のアートディレクター。清春芸術村理事長。山梨国際芸術祭 総合ディレクター。

## 人物
1967年東京都生まれ。
印象派、近代美術を扱う銀座の吉井画廊勤務を経て、1999年、HIROMI YOSHII EDITIONを設立。
2010年、六本木にhiromiyoshii roppongiを開廊。
2016年、アート&サイエンスギャラリー 〈AXIOM〉 を設立。
近著に『<問い>から始めるアート思考』（光文社新書）などがある。

## 著作
- 『現代アートバブル : いま、何が起きているのか』光文社〈光文社新書〉、2008年。ISBN 978-4334034726。
- 『〈問い〉から始めるアート思考』光文社〈光文社新書〉、2021年。ISBN 978-4334045814。